# John Nettles

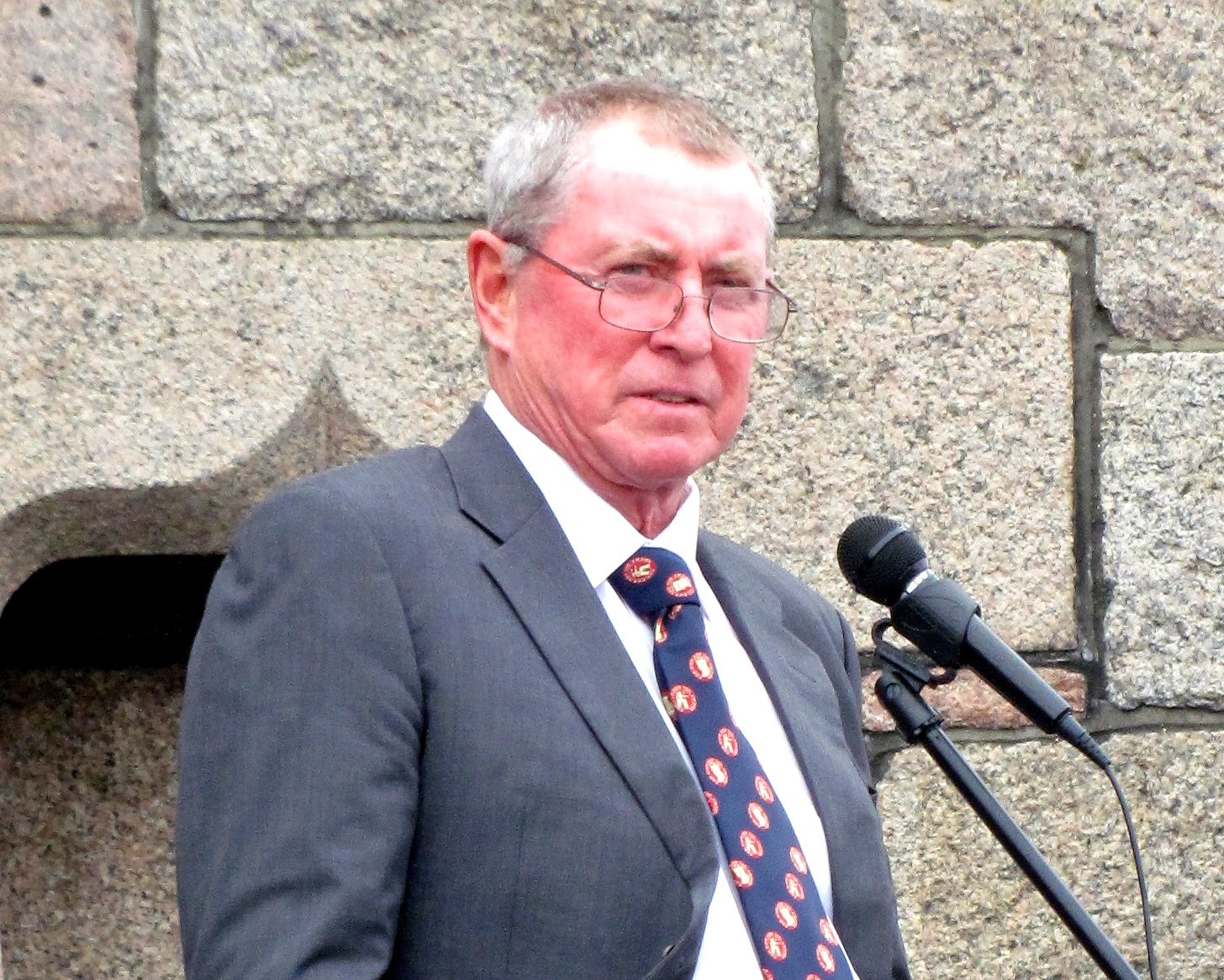
John Nettles 2013.

John Vivian Drummond Nettles, född 11 oktober 1943 i St Austell, Cornwall, är en brittisk skådespelare. Nettles är främst känd för rollen som detektiven Bergerac i tv-serien med samma namn och för rollen som kriminalkommissarie Tom Barnaby i Morden i Midsomer. 
John Nettles utnämndes av drottning Elizabeth II till OBE, officer av Brittiska imperieorden,  (OffStbEmpO) 12 juni 2010. Han mottog insignierna till orden 9 november 2010.

## Uppväxt
Han föddes i Manchester men växte huvudsakligen upp i St Austell i Cornwall.

## Filmografi i urval
- Familjen Ashton (TV-serie) (1971-1972)
- The Merchant of Venice (TV-film, 1980)
- Bergerac (1981-1991)
- De Leon i Robin of Sherwood (TV-serie) (1984)
- Romeo & Juliet (TV-film, 1994)
- Morden i Midsomer (TV-serie) (1997-2011)
- The Fairy Princess (TV-film 2001)
- Baskervilles hund (TV-film 2002)

## Anmärkning
1. 1 2  Officiell svensk benämning och förkortning på orden enligt följande källor: Vem är vem inom handel och industri? 1944-45 s. 11, Vem är Vem? Stockholmsdelen 1945 s. 13, Vem är Vem? Skånedelen 1948 s. 14 och Vem är Vem? Norrland, supplement, register 1968 s. 19.